# 油島駅
油島駅（ゆしまえき）は、岩手県一関市花泉町油島字蒲ノ脇にある、東日本旅客鉄道（JR東日本）東北本線の駅である。
当駅以北は盛岡支社管内となる。

## 歴史
- 1944年（昭和19年）2月1日：鉄道総局の油島信号場として開設[3]。
- 1954年（昭和29年）7月1日：油島駅に昇格[1]。
- 1971年（昭和46年）8月15日：荷物の扱いを廃止[4]。無人化[5]。
- 1987年（昭和62年）4月1日：国鉄分割民営化により、JR東日本の駅となる[3]。
- 1998年（平成10年）1月23日：駅舎を改築[1][6]。
- 2011年（平成23年）3月11日：東日本大震災により盛土上のホームが破損[1][7]。その後、補修が行われる[1]。
- 2024年（令和6年）10月1日：えきねっとQチケのサービスを開始[2][8]。

## 駅構造
相対式ホーム2面2線を有する地上駅である。互いのホームは跨線橋で連絡している。下り線側のホームに面して木造平屋建てのログハウス調の駅舎がある。
無人駅（一ノ関駅管理）で、乗車駅証明書発行機がある。

### のりば
| ホーム | 路線      | 方向 | 行先                   |
| ------ | --------- | ---- | ---------------------- |
| 駅舎側 | ■東北本線 | 下り | 一ノ関方面             |
| 反対側 | ■東北本線 | 上り | 石越・小牛田・仙台方面 |

※案内上の番線番号は設定されていない。

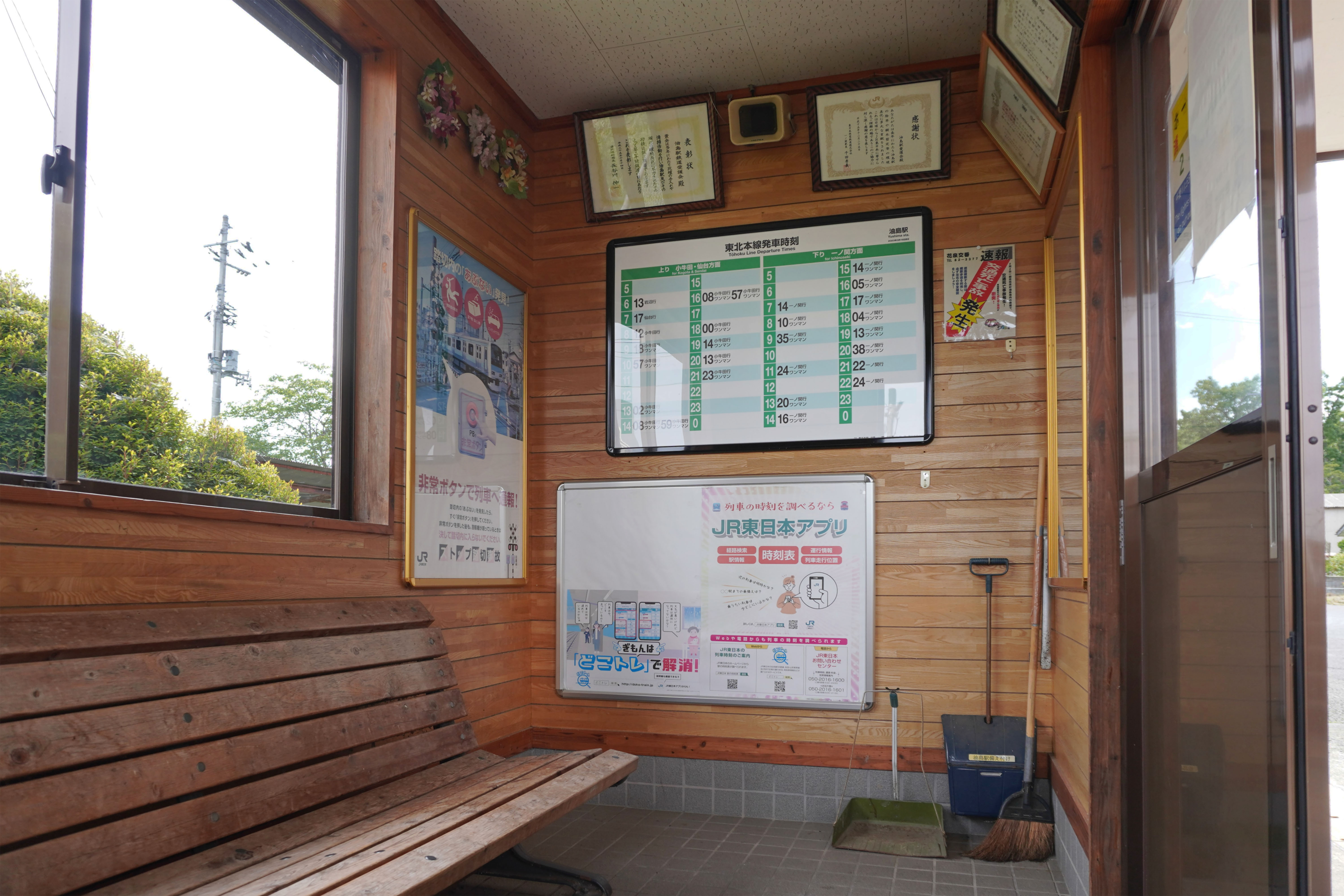
待合室（2023年6月）
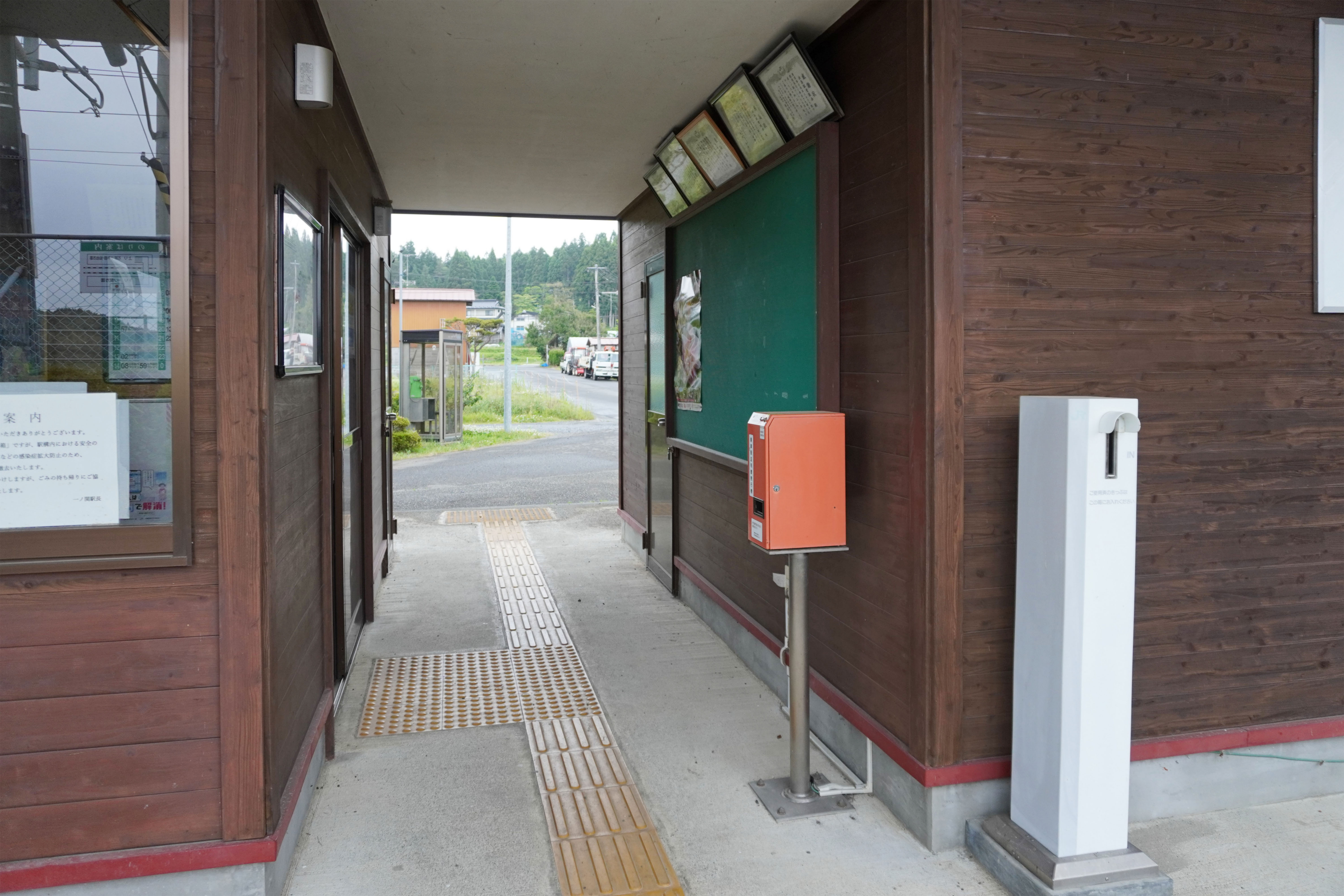
乗車駅証明書発行機（2023年5月）
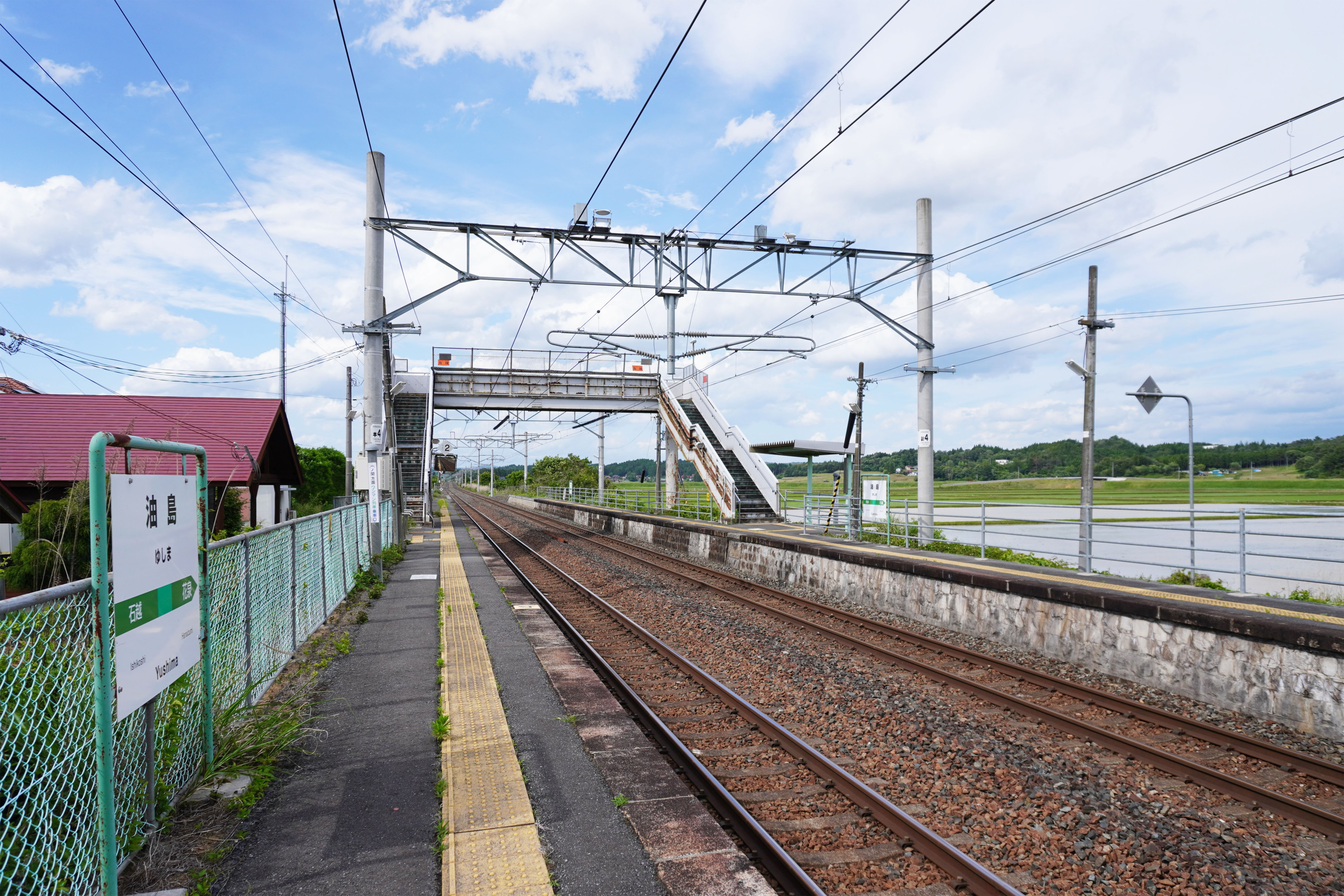
ホーム（2023年6月）

## 駅周辺
- 宮城県道・岩手県道183号若柳花泉線
- 倉元製作所花泉工場

## 隣の駅
東日本旅客鉄道（JR東日本）
■東北本線
石越駅 - 油島駅 - 花泉駅